# Alejandría
Alejandría är en kommun i Colombia.   Den ligger i departementet Antioquía, i den centrala delen av landet, 220 km nordväst om huvudstaden Bogotá. Antalet invånare är 3 816. Arean är 126 kvadratkilometer.
Terrängen i Alejandría är lite bergig.